# Liste der Baudenkmäler in Gangkofen

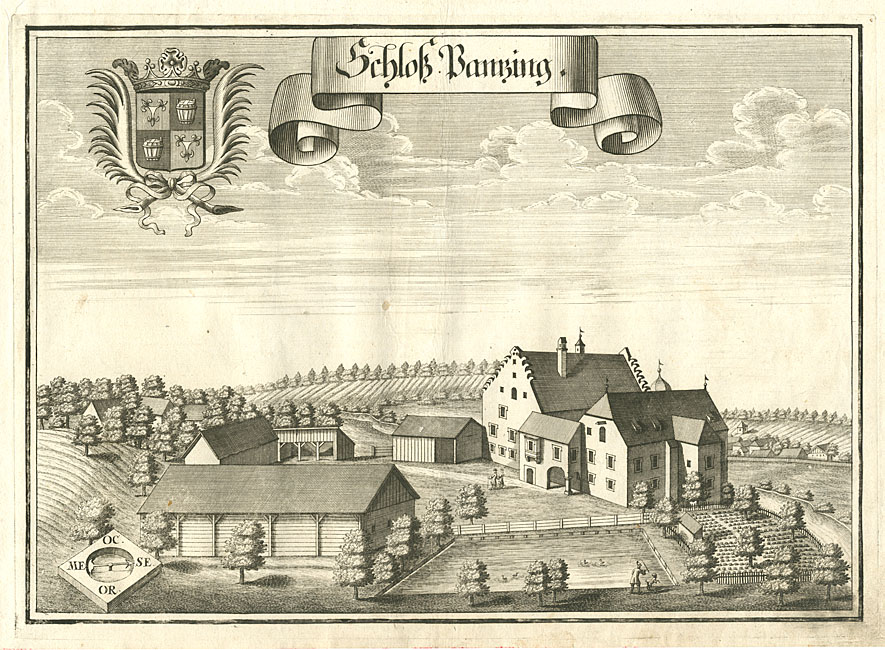
Michael Wening: Schloss Panzing

Auf dieser Seite sind die Baudenkmäler in dem niederbayerischen Markt Gangkofen zusammengestellt. Diese Tabelle ist eine Teilliste der Liste der Baudenkmäler in Bayern. Grundlage ist die Bayerische Denkmalliste, die auf Basis des Bayerischen Denkmalschutzgesetzes vom 1. Oktober 1973 erstmals erstellt wurde und seither durch das Bayerische Landesamt für Denkmalpflege geführt wird. Die folgenden Angaben ersetzen nicht die rechtsverbindliche Auskunft der Denkmalschutzbehörde.

## Ensembles

### Ensemble Marktplatz Gangkofen

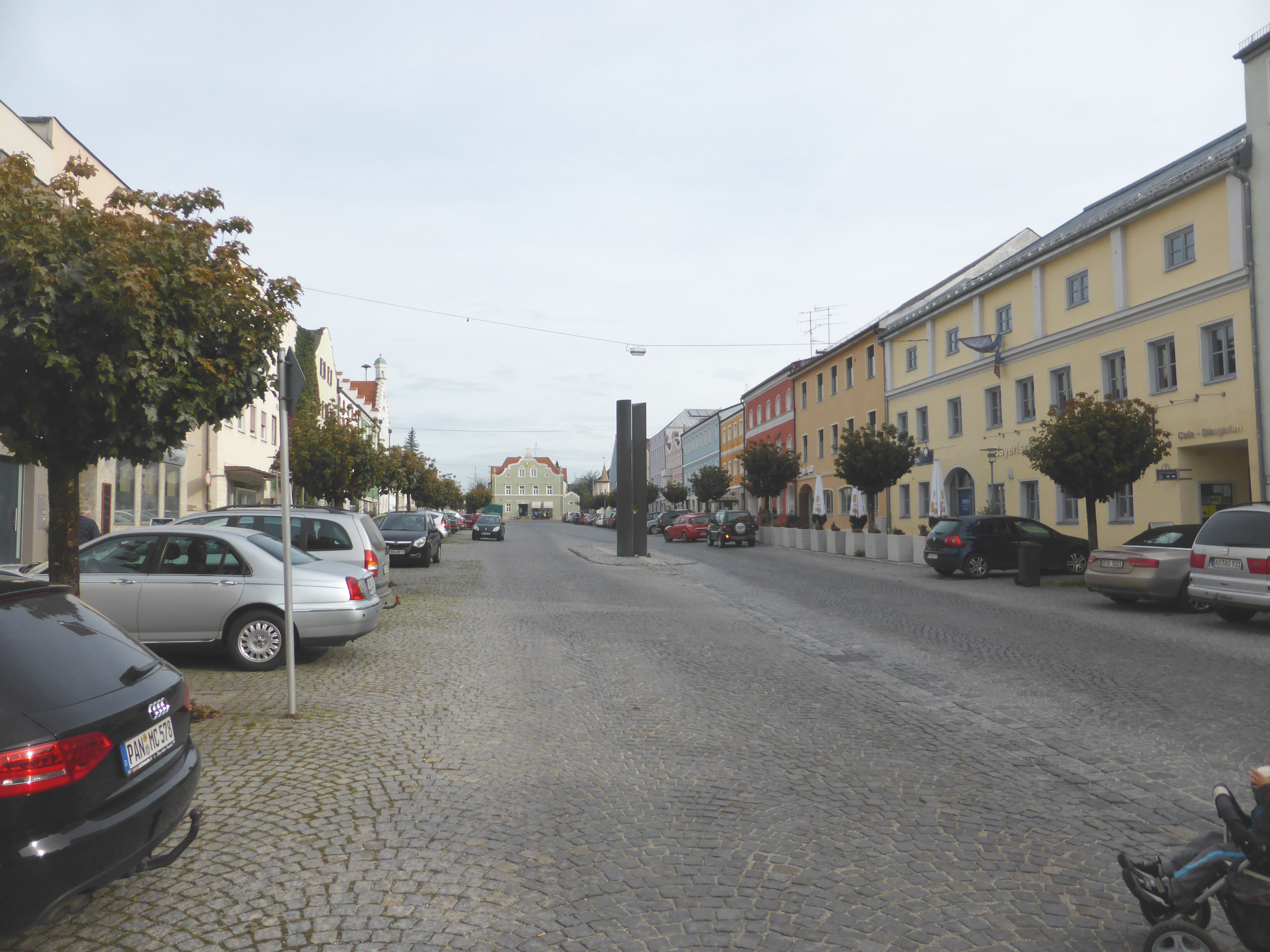
Marktplatz Gangkofen

Der Marktplatz als Mittelpunkt des Ortes repräsentiert den Typus ostbayerischer Straßenmärkte des Inntals.
Gangkofen, innerhalb seiner Ansiedlung seit 1278 eine Deutschordenskommende beherbergend, gelangte 1385 in den Besitz der Herzöge von Niederbayern, die ein Jahr darauf seine Marktrechte bestätigten, und war bis 1600 im Besitz eines eigenen Pfleggerichts; wirtschaftlich von Bedeutung wegen seiner Flachs- und Garnmärkte und des Gewerbes der Bierbrauer und Bäcker. Der platzartig erweiterte Straßenmarkt, Ausschnitt der Verbindungsstraße von Neumarkt nach Landshut, verläuft in einer Länge von 210 Metern und einer Breite von fast 30 Metern in gerader Richtung von Süden nach Norden, und zeigt auf mittelalterlichem Grundriss ein architektonisches Aufrissbild des 17. und 18. Jahrhunderts, wobei die Häuser in ihrem Kern häufig spätmittelalterliche Substanz noch aus der Zeit vor der großen Brandkatastrophe von 1666 aufweisen.
Der dreiseitig in seiner räumlichen Struktur geschlossen wirkende Marktplatz zeigt zwei- bis dreigeschossige Häuser, teils mit den charakteristischen breiten Frontgiebeln des Inntales mit geschwungenen Abschlüssen, teils mit traufseitigen Dächern. Das den Platz im Norden abschließende Walmdachhaus (Marktplatz 32) bezeichnet den Standort des ehemaligen Schlosses, gleichzeitig Sitz einer Hofmark, davon noch Gebäudeteile aufweisend. Optischer Blickfang für den Platz ist das im Kern noch gotische Rathaus mit seinen hohen Stufengiebeln und dem neugotischen Giebeltürmchen. Durch die maßvollen Höhen seiner Bauelemente erhält der relativ lange und breite Platz seine Dimension der Großräumigkeit.
Aktennummer: E-2-77-121-2

### Ensemble Ortskern Niedertrennbach
Die Drei- und Vierseithöfe sowie im Nordwesten ein kleinerer Hakenhof reihen sich an einer Nordsüd-Straße mit östlicher Abzweigung auf. Die Wohngebäude, fast ausnahmslos Obergeschoss-Blockbauten aus dem 18. und 19. Jahrhundert, tragen wie die Nebengebäude vorgezogene Satteldächer und sind teilweise mit spätbarocker bis klassizistischer Holzornamentik reizvoll geziert.
Das Ensemble spiegelt die nahezu unveränderte Anlage eines Straßenweilers, wobei hinter den Stadelbauten und der Kapelle im Osten unmittelbar das Wiesenland beginnt, das seinerseits wieder rings von Wald umschlossen ist. Die Neubauten der Wirtschaftsgebäude fügen sich ohne wesentliche Störung ein, lediglich der Stadel östlich von Nr. 8 ist hinsichtlich seiner Größe und vorgeschobenen Lage unangemessen.
Aktennummer: E-2-77-121-4

## Baudenkmäler nach Ortsteilen

### Gangkofen
| Lage                                        | Objekt                                                    | Beschreibung | Akten-Nr.              | Bild                                                      |
| ------------------------------------------- | --------------------------------------------------------- | --- | ---------------------- | --------------------------------------------------------- |
| Bahnhofstraße 5 (Standort)                  | Ehemaliges Benefiziatenhaus                               | zweigeschossiger Massivbau mit Putzgliederung und Mansardwalmdach, um 1880 | D-2-77-121-1 Wikidata  | Ehemaliges Benefiziatenhaus                               |
| Bahnhofstraße 6; Bahnhofstraße 8 (Standort) | Torbogenhaus zum Hof der ehemaligen Deutschordenskommende | um 1691, gleichzeitig Teil des ehemaligen Westflügels; vergleiche Deutschhaus 1, 2, 3, 4 | D-2-77-121-2 Wikidata  | Torbogenhaus zum Hof der ehemaligen Deutschordenskommende |
| Bahnhofstraße 13 (Standort)                 | Villa                                                     | zweigeschossiger Putzbau in neubarocken und rustikalen Stilelementen, Krüppelwalmdach auf Pfetten vorkragend, um 1905. | D-2-77-121-4 Wikidata  | Villa                                                     |
| Bahnhofstraße 45 (Standort)                 | Villa                                                     | zweigeschossiger Walmdachbau, Putzgliederung mit neuklassizistischen Stilelementen, um 1900; zugehörig kleiner Bundwerkstadel, gleichzeitig | D-2-77-121-6 Wikidata  | Villa                                                     |
| Bahnhofstraße 48 (Standort)                 | Villa                                                     | zweigeschossiger Eckbau im Landhausstil mit Zierfachwerk und abgewalmten, vorkragenden Satteldächern, um 1905 | D-2-77-121-7 Wikidata  | Villa                                                     |
| Bahnhofstraße 55 (Standort)                 | Villa                                                     | zweigeschossig mit Eckerker, in neubarocken und Heimatstil-Elementen, Zierfachwerk und Putzdekor, um 1910 | D-2-77-121-8 Wikidata  | Villa                                                     |
| Bergstraße 7 (Standort)                     | Villa                                                     | zweigeschossiger Putzbau im Landhausstil mit Zierfachwerk und abgewalmten, vorkragenden Satteldächern, um 1905; zugehöriges kleines Nebengebäude mit Krüppelwalmdach, gleichzeitig | D-2-77-121-9 Wikidata  | Villa                                                     |
| Bergstraße 15 (Standort)                    | Ehemals Künstlervilla                                     | in romanisierenden Stilelementen, mit zweigeschossigem Mittelteil, eingeschossigen Seitenteilen und Nebengebäude, 1905/06 von Valentin Lehner | D-2-77-121-10 Wikidata | Ehemals Künstlervilla                                     |
| Deutschhaus 1, 2, 3, 4 (Standort)           | Ehemals Deutschordenskommende                             | die vormals dreiflügelige spätbarocke Anlage bildet in ihrem gegenwärtigen Bestand mit Nebengebäuden eine Gesamtanlage bestehend aus: Deutschhaus 1, 2, 3, 4 und Bahnhofstr. 6, 8 (siehe dort) Ehemaliges Verwalterhaus der ehemaligen Deutschordenskommende (Deutschhaus 1), zweigeschossiges abgewalmtes Satteldachhaus, im Kern um 1691, äußere Erscheinung und Erweiterung nach Süden 1878, mit Durchgangsbrücke zur Westempore der Pfarrkirche; Zweiflügelanlage der ehemaligen Deutschordenskommende (Deutschhaus 2, 4), Osttrakt spätbarocker zweigeschossiger Bau um 1691, wohl unter Verwendung des Vorgängerbaus vor dem Brand von 1666, mit Ausstattung; rechtwinklig dazu Pfarrhof, um 1791, mit Ausstattung; Schwesternhaus, an den Pfarrhofflügel anschließend, mit Traufgesims, um 1791. Ökonomiegebäude der ehemaligen Deutschordenskommende (Deutschhaus 3), erdgeschossiger Mansarddachbau, um 1791 Die Kommende Gangkofen war ein Teil der Deutschordensballei Franken | D-2-77-121-11 Wikidata | weitere Bilder                                            |
| Eggenfeldener Straße 5 (Standort)           | Gasthaus                                                  | zweigeschossiger Traufseitbau mit Traufgesims, im Kern 17./18. Jahrhundert, Erdgeschoss erneuert | D-2-77-121-14 Wikidata | Gasthaus                                                  |
| Eggenfeldener Straße 9 (Standort)           | Ehemals Handwerkerhaus                                    | zweigeschossiger Traufseitbau mit Treppengiebelerker, große stichbogige Einfahrt in der Hausmitte, im Kern wohl 17./18. Jahrhundert, Fassade Anfang 20. Jahrhundert | D-2-77-121-15 Wikidata | Ehemals Handwerkerhaus                                    |
| Eggenfeldener Straße 21 (Standort)          | Ehemals Handwerkerhaus                                    | zweigeschossig mit vorkragendem Satteldach auf profilierten Pfetten, im Kern wohl 18. Jahrhundert, Fassade mit Flachreliefschmuck aus der Zeit nach 1900 | D-2-77-121-17 Wikidata | Ehemals Handwerkerhaus                                    |
| Frontenhausener Straße 21 (Standort)        | Werkstatt                                                 | mit Glasfassade in schmiedeeiserner Fassung, schmiedeeiserne Gittertür mit reicher Ornamentik | D-2-77-121-18 Wikidata | weitere Bilder                                            |
| Kirchplatz 2 (Standort)                     | Katholische Pfarrkirche Mariä Himmelfahrt                 | Barockbau von 1692 mit querrechteckigem Langhaus, Chor im Mauerwerk spätgotisch; mit Ausstattung | D-2-77-121-21 Wikidata | weitere Bilder                                            |
| Königsberg (Standort)                       | Stadel                                                    | mit Bohlen und Bundwerk, um 1860 | D-2-77-121-35 Wikidata | BW                                                        |
| Marktplatz 14 (Standort)                    | Wohnhaus und Apotheke                                     | dreigeschossiger Traufseitbau, im Kern 17. /18. Jahrhundert, Fassade mit neugotischen Gesimsen, wohl Ende 19. Jahrhundert | D-2-77-121-25 Wikidata | weitere Bilder                                            |
| Marktplatz 15 (Standort)                    | Wohnhaus und Bäckerei                                     | dreigeschossig mit neubarocker Giebelblende, im Kern 17./18. Jahrhundert, Erdgeschoss erneuert | D-2-77-121-26 Wikidata | Wohnhaus und Bäckerei                                     |
| Marktplatz 20, 22 (Standort)                | Wohn- und Geschäftshaus                                   | dreigeschossig, mit neubarocker Dachblende, Erker, profilierten Geschossgesimsen, im Kern 17./18. Jahrhundert, Fassade 19. Jahrhundert | D-2-77-121-31 Wikidata | Wohn- und Geschäftshaus                                   |
| Marktplatz 21 (Standort)                    | Rathaus                                                   | hoher traufständiger Bau mit Zwerchhaus und seitlichen Treppengiebeln, Fassade neugotisch mit Giebeltürmchen, 1849 von Dümler | D-2-77-121-30 Wikidata | weitere Bilder                                            |
| Marktplatz 32 (Standort)                    | Wohn- und Geschäftshaus                                   | Teil des ehemaligen spätmittelalterlichen Schlosses in den zweigeschossigen Walmdachbau einbezogen, neubarocke Giebelblenden, im Kern wohl 17./18. Jahrhundert und älter | D-2-77-121-34 Wikidata | weitere Bilder                                            |
| Waisenhausstraße 5 (Standort)               | Wohnhaus                                                  | zweigeschossig, in Blockbau, zur Straße hin verputzt, wohl noch 18. Jahrhundert; Anbau in Blockbau, verschalt, später | D-2-77-121-39 Wikidata | Wohnhaus                                                  |

### Angerbach
| Lage                    | Objekt                                         | Beschreibung | Akten-Nr.              | Bild            |
| ----------------------- | ---------------------------------------------- | --- | ---------------------- | --------------- |
| Angerbach 14 (Standort) | Kleinbauernhaus                                | zweigeschossiger, verputzter Obergeschoss-Blockbau mit flach geneigtem Satteldach und Traufschrot, bezeichnet mit 1869                         | D-2-77-121-41 Wikidata | Kleinbauernhaus |
| Angerbach 20 (Standort) | Benefiziatenhaus                               | zweigeschossiger Massivbau mit Walmdach, 1. Drittel 19. Jahrhundert; im Garten Ständerbohlenstadel mit Flachsatteldach, Anfang 19. Jahrhundert | D-2-77-121-43 Wikidata | weitere Bilder  |
| Angerbach 28 (Standort) | Katholische Wallfahrtskirche Mariä Heimsuchung | erbaut 1658 als Loretto-Kapelle, 1758 südlich um "Speiskapelle" erweitert, mit Ausstattung                                                     | D-2-77-121-46 Wikidata | weitere Bilder  |

### Dirnaich
| Lage                   | Objekt                              | Beschreibung | Akten-Nr.              | Bild                    |
| ---------------------- | ----------------------------------- | --- | ---------------------- | ----------------------- |
| Dirnaich 2 (Standort)  | Wegkapelle                          | kleiner Satteldachbau, 19./20. Jahrhundert | D-2-77-121-58 Wikidata | Wegkapelle              |
| Dirnaich 19 (Standort) | Stattlicher Vierseithof             | Querstockhaus mit Blockbau-Obergeschoss, Oberboden- und Traufschrot, Mitte 19. Jahrhundert; Ständerbohlenstadel (Südflügel) mit Flachsatteldach, Ende 18. Jahrhundert; Blockbaustadel (Nordflügel), gleichzeitig; Hoftor und Pforte, Holzbau, Mitte 19. Jahrhundert | D-2-77-121-56 Wikidata | Stattlicher Vierseithof |
| Dirnaich 25 (Standort) | Katholische Filialkirche St. Martin | im Kern spätgotischer Saalbau des späteren 15. Jahrhunderts, barocke An- und Umbauten im 17. und 18. Jahrhundert, 1860–71 regotisiert; mit Ausstattung | D-2-77-121-57 Wikidata | weitere Bilder          |

### Hinzing
| Lage                  | Objekt                            | Beschreibung | Akten-Nr.              | Bild |
| --------------------- | --------------------------------- | --- | ---------------------- | ---- |
| Hinzing 1 (Standort)  | Querstockhaus eines Vierseithofes | mit Blockbau-Obergeschoss, flach geneigtem Satteldach und Eselsbretten, Bemalung, bezeichnet mit 1822                  | D-2-77-121-79 Wikidata | BW   |
| Hinzing 4 (Standort)  | Querstockhaus eines Vierseithofes | mit flach geneigtem Satteldach und Blockbau-Obergeschoss, hofseitigem Schrot und reicher Bemalung, bezeichnet mit 1790 | D-2-77-121-81 Wikidata | BW   |
| In Hinzing (Standort) | Zugehöriger Ständerbohlen-Stadel  | mit Drehpfostentor und Pforte, 1. Drittel 19. Jahrhundert                                                              | D-2-77-121-80 Wikidata | BW   |

### Niedertrennbach
| Lage                           | Objekt                                          | Beschreibung | Akten-Nr.               | Bild |
| ------------------------------ | ----------------------------------------------- | --- | ----------------------- | ---- |
| Niedertrennbach 4 (Standort)   | Ehemals Wohnstallhaus eines Vierseithofes       | verbretterter Blockbau-Obergeschoss mit Traufschrot und hölzernen spätklassizistischen Fensterumrahmungen, 18./19. Jahrhundert            | D-2-77-121-108 Wikidata | BW   |
| Niedertrennbach 5 a (Standort) | Wohnstallhaus eines Dreiseithofes               | Blockbau-Obergeschoss mit Schroten, Verbretterung mit Fensterrahmungen in bäuerlich-klassizistischen Formen, 18. /19. Jahrhundert         | D-2-77-121-109 Wikidata | BW   |
| Niedertrennbach 6 (Standort)   | Katholische Filialkirche St. Katharina          | Saalkirche mit Dachreiter, im Kern spätgotisch, im 18. Jahrhundert umgestaltet, mit Ausstattung                                           | D-2-77-121-110 Wikidata | BW   |
| Niedertrennbach 8 (Standort)   | Wohnstallhaus eines geschlossenen Vierseithofes | zweigeschossig mit flach geneigtem Satteldach, Blockbau-Obergeschoss und Traufschrot, Ende 18. Jahrhundert; rundbogige Toreinfahrtsmauer. | D-2-77-121-111 Wikidata | BW   |
| Niedertrennbach 10 (Standort)  | Hakenhof                                        | Mitterstallbau mit Blockbau-Obergeschoss, verbrettert, mit Trauf- und Giebelschrot, Anfang 19. Jahrhundert                                | D-2-77-121-112 Wikidata | BW   |

### Panzing
| Lage                        | Objekt             | Beschreibung | Akten-Nr.              | Bild               |
| --------------------------- | ------------------ | --- | ---------------------- | ------------------ |
| Kapellenweg (Standort)      | Wegkapelle         | kleiner Putzbau mit Pyramidendach, 18. Jahrhundert; mit Ausstattung                                                      | D-2-77-121-78 Wikidata | BW                 |
| Panzinger Weg 43 (Standort) | Kleinbauernanwesen | Mitterstallbau, z. T. verschalter Blockbau, mit flach geneigtem Satteldach und Traufschrot, im Kern Ende 18. Jahrhundert | D-2-77-121-36 Wikidata | Kleinbauernanwesen |

### Radlkofen
| Lage                                                | Objekt                                  | Beschreibung | Akten-Nr.               | Bild |
| --------------------------------------------------- | --------------------------------------- | --- | ----------------------- | ---- |
| In Radlkofen (Standort)                             | Bundwerkstadel                          | eintennig, über annähernd quadratischem Grundriss, mit hohen Andreaskreuzen, um 1870/80                                                                                               | D-2-77-121-132 Wikidata | BW   |
| Radlkofen 4 (Standort)                              | Wohnstallhaus eines Vierseithofes       | mit flach geneigtem Satteldach und Blockbau-Obergeschoss, Oberbodenschrot und Traufschrot, über der Tür bezeichnet mit 1852, am Traufschrot bezeichnet mit 1853                       | D-2-77-121-127 Wikidata | BW   |
| Radlkofen 19 (Standort)                             | Kleinhaus                               | mit Steilsatteldach und Blockbau-Obergeschoss, zwei Giebelschrote, im Kern 2. Hälfte 18. Jahrhundert, zum Teil modern abgemauert                                                      | D-2-77-121-128 Wikidata | BW   |
| Radlkofen 31; Radlkofen 29; Radlkofen 33 (Standort) | Katholische Filialkirche St. Margaretha | spätgotische Anlage um 1500, Langhaus barockisiert und 1890 nach Westen erweitert, Turm neugotisch; mit Ausstattung; Friedhofsmauer, im Kern wohl spätgotisch                         | D-2-77-121-129 Wikidata | BW   |
| Radlkofen 35 (Standort)                             | Einfirsthof                             | Mitterstallhaus, verputzter Blockbau mit zwei Giebelschroten und flach geneigtem Satteldach, 2. Viertel 19. Jahrhundert                                                               | D-2-77-121-130 Wikidata | BW   |
| Radlkofen 39 (Standort)                             | Einfirsthof                             | Mittertennbau, Blockbau mit flach geneigtem Satteldach und reicher Bemalung an Balkenköpfen, Flugpfette und Viertelkreisbügen, Oberbodenschrot und Traufschrot, Mitte 19. Jahrhundert | D-2-77-121-131 Wikidata | BW   |

### Reicheneibach
| Lage                        | Objekt                                           | Beschreibung | Akten-Nr.               | Bild                                             |
| --------------------------- | ------------------------------------------------ | --- | ----------------------- | ------------------------------------------------ |
| Reicheneibach 15 (Standort) | Katholische Pfarrkirche Simon und Judas Thaddäus | spätgotische Anlage, erbaut Mitte 15. Jahrhundert, 1898 renoviert; mit Ausstattung                                                                                        | D-2-77-121-134          | Katholische Pfarrkirche Simon und Judas Thaddäus |
| Reicheneibach 19 (Standort) | Pfarrhaus                                        | zweigeschossiger Walmdachbau mit vorspringendem Treppenhaus, Anfang 20. Jahrhundert; erdgeschossiges Nebengebäude mit Walmdach, bauzeitlich                               | D-2-77-121-135 Wikidata | Pfarrhaus                                        |
| Reicheneibach 26 (Standort) | Mitterstallbau                                   | zweigeschossiger Bau mit Blockbau-Obergeschoss, Traufschrot und flach geneigtem Satteldach, 2. Viertel 19. Jahrhundert                                                    | D-2-77-121-136 Wikidata | BW                                               |
| Reicheneibach 40 (Standort) | Gasthaus Gruber                                  | stattlicher zweigeschossiger Bau mit Walmdach und Gurtgesims, errichtet nach Brand 1927; Bundwerkstadel, zweitennig, 3. Viertel 19. Jahrhundert; zugehörig zu Vierseithof | D-2-77-121-137 Wikidata | BW                                               |

### Scherzlthambach
| Lage                         | Objekt                                       | Beschreibung | Akten-Nr.               | Bild |
| ---------------------------- | -------------------------------------------- | --- | ----------------------- | ---- |
| Scherzlthambach 3 (Standort) | Wohnstallhaus                                | zum Teil mit offenem Blockbau-Obergeschoss und Traufschrot, im Kern 18. Jahrhundert | D-2-77-121-143 Wikidata | BW   |
| Scherzlthambach 4 (Standort) | Firstgedrehtes Stockhaus eines Dreiseithofes | mit Blockbau-Obergeschoss, zum Teil verbrettert und Traufschrot, Anfang 19. Jahrhundert | D-2-77-121-144 Wikidata | BW   |
| Scherzlthambach 6 (Standort) | Wohnstallhaus                                | langgestreckter Bau mit Traufschrot und Blockbau-Obergeschoss, anschließend Ständerbohlenteil, 18./19. Jahrhundert | D-2-77-121-146 Wikidata | BW   |
| Scherzlthambach 7 (Standort) | Wohnstallhaus eines Vierseithofes            | zweigeschossiger Satteldachbau mit Blockbau-Obergeschoss und Traufschrot, zum Teil verschalt, 1840; Blockbau-Stadel mit Steilsatteldach, Ende 18. Jahrhundert; eingadiger Traidkasten und Stall in Blockbau, wohl gleichzeitig | D-2-77-121-147 Wikidata | BW   |

### Taubendorf
| Lage                    | Objekt                       | Beschreibung | Akten-Nr.               | Bild |
| ----------------------- | ---------------------------- | --- | ----------------------- | ---- |
| Taubendorf 2 (Standort) | Mitterstallhaus              | mit Blockbau-Obergeschoss und Traufschrot, 1. Drittel 19. Jahrhundert | D-2-77-121-162 Wikidata | BW   |
| Taubendorf 3 (Standort) | Westflügel des Dreiseithofes | Bundwerkstadel; Ostflügel, Blockbaustadel; beide 1. Hälfte 19. Jahrhundert; Traidkasten, kleiner Ständerbohlenstadel, Mitte 19. Jahrhundert 1987 versetzt aus Thannenmais Nr. 1, Markt Reisbach, Landkreis Dingolfing-Landau                                                                                    | D-2-77-121-163 Wikidata | BW   |
| Taubendorf 4 (Standort) | Wohnstallhaus                | stattlicher zweigeschossiger Bau mit flach geneigtem Satteldach, Blockbau-Obergeschoss, Schroten, Viertelkreisbügen und Bemalung, 1. Drittel 19. Jahrhundert, im Kern älter, bezeichnet mit 1726, zugehöriges zweigeschossiges Stallgebäude in Blankziegelbauweise mit Putzrahmungen, 2. Hälfte 19. Jahrhundert | D-2-77-121-164 Wikidata | BW   |

### Thalkofen
| Lage                   | Objekt                 | Beschreibung | Akten-Nr.               | Bild |
| ---------------------- | ---------------------- | --- | ----------------------- | ---- |
| Thalkofen 2 (Standort) | Stadel und Wagenremise | mit Blockbau-Obergeschoss und flach geneigtem Satteldach, 1. Hälfte 19. Jahrhundert; eintenniger Blockbaustadel, 1. Hälfte 19. Jahrhundert, mit wohl gleichzeitigem Erweiterungsbau nach Osten               | D-2-77-121-165 Wikidata | BW   |
| Thalkofen 4 (Standort) | Einfirsthof            | mit Blockbau-Obergeschoss und flach geneigtem Satteldach, bezeichnet mit 1626; ostseitig anschließend eingeschossiger Stallstadelanbau mit flach geneigtem Satteldach, 2. Hälfte 18. Jahrhundert             | D-2-77-121-167 Wikidata | BW   |
| Thalkofen 5 (Standort) | Hakenhof               | Wohnstallhaus mit zweigeschossigem Blockbau, Erdgeschoss getüncht, mit Traufschrot und flach geneigtem Satteldach, bezeichnet mit 1699, quer gerichteter Stadelanbau, wohl spätes 18./frühes 19. Jahrhundert | D-2-77-121-168 Wikidata | BW   |
| Thalkofen 7 (Standort) | Dreiseithof            | Querstockhaus mit Blockbau-Obergeschoss und flach geneigtem Satteldach, Anfang 19. Jahrhundert; Westflügel mit Traidkasten, gleichzeitig; Stadel in Blockbau, gleichzeitig                                   | D-2-77-121-169 Wikidata | BW   |

### Unterbachham
| Lage                      | Objekt                              | Beschreibung | Akten-Nr.               | Bild |
| ------------------------- | ----------------------------------- | --- | ----------------------- | ---- |
| Unterbachham 3 (Standort) | Hakenhof                            | mit Obergeschoss-Blockbau, Trauf- und Giebelschrot, wohl noch 2. Hälfte 18. Jahrhundert                                                    | D-2-77-121-176 Wikidata | BW   |
| Unterbachham 7 (Standort) | Stattlicher Mitterstallbau          | verbretterter zweigeschossiger Blockbau mit Traufschrot und rückwärtigem Ständerbohlenteil, Stallteil gemauert, 2. Viertel 19. Jahrhundert | D-2-77-121-174 Wikidata | BW   |
| Unterbachham 9 (Standort) | Katholische Nebenkirche St. Stephan | spätgotischer Saalbau, wohl 2. Hälfte 15. Jahrhundert, Vorbau 1879, mit Ausstattung                                                        | D-2-77-121-175          | BW   |

### Weitere Ortsteile
| Lage                                                               | Objekt                                                         | Beschreibung | Akten-Nr.               | Bild                                                |
| ------------------------------------------------------------------ | -------------------------------------------------------------- | --- | ----------------------- | --------------------------------------------------- |
| Atzing Atzing 6 (Standort)                                         | Einfirsthof                                                    | Mittertennbau, mit flach geneigtem Satteldach und z. T. verschaltem Blockbau-Obergeschoss, Schrote, bezeichnet mit 1819 (Zimmermeister-Inschrift) | D-2-77-121-49 Wikidata  | weitere Bilder                                      |
| Atzing Atzing 10 (Standort)                                        | Stadel                                                         | Ostflügel der Hofstelle, mit Ständerbohlen-Bundwerk über Backstein-Erdgeschoss, 2. Viertel 19. Jahrhundert | D-2-77-121-50 Wikidata  | Stadel                                              |
| Au Au 1 (Standort)                                                 | Bauernhaus                                                     | Ehemaliges Wohnstallhaus eines Vierseithofes, mit verbrettertem Blockbau-Obergeschoss, Traufschrot und flach geneigtem Satteldach, 2. Viertel 19. Jahrhundert, Erdgeschoss verändert                                                                                               | D-2-77-121-51 Wikidata  | BW                                                  |
| Bermering Bermering 1 (Standort)                                   | Wohnstallhaus                                                  | zweigeschossiger verputzter Ziegelbau mit Satteldach und Zwerchgiebel, 1863; Südflügel der Hofstelle, stattlicher zweitenniger Bundwerkstadel mit Andreaskreuzen, bezeichnet mit 1863                                                                                              | D-2-77-121-53 Wikidata  | BW                                                  |
| Blankenöd Blankenöd 4 (Standort)                                   | Villa                                                          | zweigeschossiger Walmdachbau mit Putzgliederung, Eckerkertürmchen und Mittelrisalit, zweimal bezeichnet mit 1910 | D-2-77-121-55 Wikidata  | BW                                                  |
| Edeneibach Edeneibach 7 (Standort)                                 | Wohnstallhaus eines Dreiseithofes                              | langgestreckter Traufseitbau mit flach geneigtem Satteldach und Blockbau-Obergeschoss, Anfang 19. Jahrhundert; parallel Stadel mit Ständerbohlenfront nach Osten, gleichzeitig | D-2-77-121-60 Wikidata  | BW                                                  |
| Edenkatzbach Edenkatzbach 2 (Standort)                             | Bauernhaus                                                     | langgestreckter Mitterstallbau mit Blockbau-Obergeschoss, flach geneigtem Satteldach und Traufschrot, bemalte Holzteile, Ende 17. Jahrhundert; zugehörig Stadel mit Ständerbohlen-Bundwerk, bezeichnet mit 1809                                                                    | D-2-77-121-61 Wikidata  | BW                                                  |
| Engersdorf Engersdorf 10 (Standort)                                | Katholische Filialkirche St. Philipp und Jakob                 | kleiner spätromanischer Saalbau des 13. Jahrhunderts; mit Ausstattung | D-2-77-121-64 Wikidata  | BW                                                  |
| Geiselberg Geiselberg 11 (Standort)                                | Bauernhaus                                                     | zweigeschossiger Blockbau mit kleinen Fenstern und flach geneigtem Satteldach, im Kern 2. Hälfte 17. Jahrhundert, verändert 1. Drittel 19. Jahrhundert; zugehörig quer angebauter Ständerbohlen-Stadel, 1. Drittel 19. Jahrhundert                                                 | D-2-77-121-66 Wikidata  | BW                                                  |
| Giglöd Giglöd 2 (Standort)                                         | Schuppen mit Blockbau-Traidboden                               | gegen Mitte 19. Jahrhundert; zugehörig zu Vierseithof | D-2-77-121-69 Wikidata  | BW                                                  |
| Grub b.Obertrennbach Nähe Grub b.Obertrennbach (Standort)          | Zugehörig Ständerbohlen-Bundwerkstadel                         | Südflügel der Hofstelle, 3. Viertel 19. Jahrhundert | D-2-77-121-70 Wikidata  | BW                                                  |
| Grub b.Reicheneibach (Standort)                                    | Wegkapelle                                                     | kleiner Satteldachbau, Mitte 19. Jahrhundert; mit Ausstattung | D-2-77-121-71 Wikidata  | BW                                                  |
| Gruber Gruber 1 (Standort)                                         | Querstockhaus eines Vierseithofes                              | mit Blockbau-Obergeschoss, flach geneigtem Satteldach, Giebel- und Traufschrot sowie Viertelkreisbügen und bemalte Flugpfette, Ende 18. Jahrhundert; Erdgeschoss verändert | D-2-77-121-72 Wikidata  | BW                                                  |
| Hackenberg Hackenberg 7 (Standort)                                 | Mitterstallbau                                                 | zweigeschossig mit flach geneigtem Satteldach, Oberbodenschrot und alten Fenstern, Inschriftentafel, bezeichnet mit 1859 | D-2-77-121-73 Wikidata  | BW                                                  |
| Hackenberg Hackenberg 11 (Standort)                                | Wohnstallhaus mit Blockbau-Obergeschoss                        | und flach geneigtem Satteldach, 1. Drittel 19. Jahrhundert; zugehörig reicher Gitterbundwerkstadel mit Steildach, gleichzeitig | D-2-77-121-74 Wikidata  | BW                                                  |
| Heck Heck 1 (Standort)                                             | Hofkapelle mit geständerter Vorhalle                           | um 1830/40; mit Ausstattung | D-2-77-121-75 Wikidata  | BW                                                  |
| Heiligenbrunn Heiligenbrunn 1 (Standort)                           | Katholische Filialkirche St. Maria (Mariabrunn)                | Anlage des 18. Jahrhunderts, mit angebauter Klause; mit Ausstattung | D-2-77-121-76 Wikidata  | BW                                                  |
| Heiligenstadt Heiligenstadt 2 (Standort)                           | Katholische Wallfahrtskirche St. Salvator                      | spätgotischer Saalbau, 2. Hälfte 15. Jahrhundert, Langhaus barock umgestaltet, 17./18. Jahrhundert; mit Ausstattung; auf der Westseite Vorhalle, spätgotisch | D-2-77-121-77 Wikidata  | weitere Bilder                                      |
| Hölsbrunn Hölsbrunn 10 (Standort)                                  | Wohnstallhaus eines Dreiseithofes                              | mit Blockbau-Obergeschoss und Traufschrot, Reste von Bemalung, um 1810; Traidkasten in Blockbau auf gemauertem Erdgeschoss, gleichzeitig; daran anschließend Heuboden und Wagenremise, geständerter Blockbau, 19. Jahrhundert                                                      | D-2-77-121-84 Wikidata  | BW                                                  |
| Hölsbrunn Hölsbrunn 36 (Standort)                                  | Katholische Pfarrkirche Unserer Lieben Frau                    | im Kern spätgotischer Saalbau, barocker Ausbau und Turmneubau 1745–48 durch Silvester Mayrhofer; mit Ausstattung | D-2-77-121-85           | BW                                                  |
| Holzhäuseln Holzhäuseln 3 (Standort)                               | Hakenhof                                                       | Wohnstallhaus mit Blockbau-Obergeschoss, flach geneigtem Satteldach und Traufschrot, Anfang 19. Jahrhundert; zugehörig Backofen, 19./20. Jahrhundert | D-2-77-121-86 Wikidata  | BW                                                  |
| Hub Hub 1 (Standort)                                               | Querstockhaus eines Vierseithofes                              | zweigeschossig mit flach geneigtem Satteldach, Blockbau-Obergeschoss und Inschrifttafel, bezeichnet mit 1876; Südflügel, großer zweitenniger Blockbaustadel mit Ammkammer, wohl 1877; Ostflügel, Remise mit Stall, Blankziegelbau mit gemauertem Hoftor, 2. Hälfte 19. Jahrhundert | D-2-77-121-87 Wikidata  | BW                                                  |
| Hub Hub 2; Flur Hub; Von Hub nach Langenkatzbach (Standort)        | Kleinbauernhaus                                                | Mitterstallbau, verputzter Obergeschoss-Blockbau mit flach geneigtem Satteldach und Traufschrot, gegen Mitte 19. Jahrhundert; zugehörig kleiner Ständerbohlenstadel mit Steildach, z. T. verbrettert, Mitte 19. Jahrhundert                                                        | D-2-77-121-88 Wikidata  | BW                                                  |
| Huttenkofen Huttenkofen 13 (Standort)                              | Kleinbauernhaus                                                | Mitterstallbau mit Blockbau-Obergeschoss, im Kern Anfang 19. Jahrhundert, Dach 1926 | D-2-77-121-91 Wikidata  | BW                                                  |
| Kollbach Hauptstraße 25 (Standort)                                 | Katholische Pfarrkirche St. Emmeran                            | Pseudobasilika, erbaut 1732/34, 1856 in neuromanischem Stil umgebaut; mit Ausstattung | D-2-77-121-93           | BW                                                  |
| Kollbach Hauptstraße 27 (Standort)                                 | Katholische Friedhofskapelle St. Laurentius                    | Saalbau, im Kern wohl spätgotisch, später verändert; mit Ausstattung | D-2-77-121-94 Wikidata  | BW                                                  |
| Leitl Leitl 1 (Standort)                                           | Zugehöriger Bundwerkstadel                                     | um 1850/60, 1965 teilweise ausgemauert | D-2-77-121-98 Wikidata  | BW                                                  |
| Mailing Mailing 2 (Standort)                                       | Ehemals Bauernhaus                                             | zweigeschossiger Einfirsthof mit Blockbau-Obergeschoss, umlaufendem Schrot, Oberbodenschrot und flach geneigtem Satteldach, Anfang 19. Jahrhundert | D-2-77-121-100 Wikidata | BW                                                  |
| Mailing Mailing 21 (Standort)                                      | Mittertennhaus                                                 | Wohnteil zweigeschossiger verbretterter Blockbau mit Traufschrot an Stangen, bezeichnet mit 1854 | D-2-77-121-185 Wikidata | BW                                                  |
| Marastorf Marastorf 10 (Standort)                                  | Katholische Filialkirche St. Andreas                           | Saalkirche, unverputzter Backsteinbau, 2. Hälfte 15. Jahrhundert; mit Ausstattung | D-2-77-121-104 Wikidata | BW                                                  |
| Oberauersberg Oberauersberg 1 (Standort)                           | Zugehörig gemauerter Stadel                                    | mit Arkaden und Blockbau-Kniestock, 2. Viertel 19. Jahrhundert | D-2-77-121-114 Wikidata | BW                                                  |
| Oberbachham Oberbachham 3 (Standort)                               | Kleinbauernhaus                                                | Mitterstallbau, zum Teil verputzter Blockbau mit flach geneigtem Satteldach und Oberbodenschrot, um 1830/40; zugehörig Backofen, 19./20. Jahrhundert | D-2-77-121-115 Wikidata | BW                                                  |
| Oberschmiddorf Oberschmiddorf 4 (Standort)                         | Ostflügel eines Vierseithofes                                  | Traidkasten mit Blockbau-Obergeschoss und flach geneigtem Satteldach, 1. Drittel 19. Jahrhundert | D-2-77-121-117 Wikidata | BW                                                  |
| Obertrennbach Obertrennbach 20 (Standort)                          | Katholische Filialkirche St. Vitus                             | spätgotischer Saalbau, um 1500–1520. | D-2-77-121-120          | weitere Bilder                                      |
| Oberviehhausen Oberviehhausen 3 (Standort)                         | Zugehörig Riegel-Bundwerkstadel                                | Mitte 19. Jahrhundert | D-2-77-121-121 Wikidata | BW                                                  |
| Racksdorf In Racksdorf (Standort)                                  | Querstockhaus eines Dreiseithofes                              | zweigeschossige mit flach geneigtem Satteldach, zum Teil verbrettertem Blockbau-Obergeschoss und hofseitigem Schrot, gegen Mitte 19. Jahrhundert | D-2-77-121-125 Wikidata | BW                                                  |
| Racksdorf Racksdorf 4 (Standort)                                   | Querstockhaus eines Vierseithofes                              | zweigeschossiger und langgestreckter Blockbau mit gemauerten Ställen, bemalten Balkenköpfen, Trauf- und Oberbodenschrot sowie flach geneigtem Satteldach, 4. Viertel 18. Jahrhundert                                                                                               | D-2-77-121-126 Wikidata | BW                                                  |
| Riemberg Riemberg 1 (Standort)                                     | Zugehörig stattlicher Ständerbohlen-Bundwerkstadel (Südflügel) | Ende 18. Jahrhundert | D-2-77-121-138 Wikidata | BW                                                  |
| Sackstetten Sackstetten 4 (Standort)                               | Wohnstallhaus eines Vierseithofes                              | mit Blockbau-Obergeschoss, Traufschrot und flach geneigtem Satteldach, Ende 18. Jahrhundert; zugehörig Stadel mit reichem Gitterbundwerk, mittelsteiles Dach, 1864 | D-2-77-121-140 Wikidata | BW                                                  |
| Sankt Nikola Sankt Nikola 3 (Standort)                             | Katholische Filialkirche St. Nikolaus                          | spätromanische Anlage des 13. Jahrhunderts, um 1300 ausgemalt, mit Ausstattung | D-2-77-121-141          | BW                                                  |
| Schattenkirchen Schattenkirchen 2 (Standort)                       | Zugehöriger Ostflügel                                          | mit flach geneigtem Satteldach und Blockbau-Obergeschoss, Viertelkreisbüge, 2. Viertel 19. Jahrhundert | D-2-77-121-142 Wikidata | BW                                                  |
| Scheuering Scheuering 2 (Standort)                                 | Zugehörig Halbwalmstadel mit Blockbauoberteil                  | 2. Viertel 19. Jahrhundert | D-2-77-121-148 Wikidata | BW                                                  |
| Scheuering Scheuering 3 (Standort)                                 | Zugehörig Südflügel                                            | stattlicher Blockbaustadel, 1. Hälfte 19. Jahrhundert | D-2-77-121-149 Wikidata | BW                                                  |
| Schröll Schröll 1 (Standort)                                       | Stockhaus eines Vierseithofes                                  | in Blockbau, mit flachgeneigtem Satteldach, Schrot und bemalten Balkenköpfen, bezeichnet mit 1768, im Kern Mitte 17. Jahrhundert; Remise in Ständerbohlen-Bauweise, wohl spätes 18. Jahrhundert                                                                                    | D-2-77-121-150 Wikidata | BW                                                  |
| Seemannshausen, am nordwestlichen Ortsrand Altwegacker (Standort)  | Bildstock                                                      | gemauert, wohl frühes 19. Jahrhundert; am nordwestlichen Ortsrand | D-2-77-121-154 Wikidata | BW                                                  |
| Seemannshausen Seemannshausen 8 (Standort)                         | Ehemals Kloster der Augustiner-Eremiten (1255–1803)            | jetzt Brauerei und Gutshof, erhaltener West- und Nordtrakt der ehemaligen Vierflügelanlage, neu erbaut 1712–15 Nicht nachqualifiziert oder ehemaliges Baudenkmal | D-2-77-121-151          | Ehemals Kloster der Augustiner-Eremiten (1255–1803) |
| Siebengadern Siebengadern 3 (Standort)                             | Hakenhof                                                       | Wohnteil Blockbau-Obergeschoss, verbrettertem Traufschrot und flach geneigtem Satteldach, im Kern 4. Viertel 18. Jahrhundert | D-2-77-121-155 Wikidata | BW                                                  |
| Sölgerding Nähe Sölgerding (Standort)                              | Weilerkapelle                                                  | kleiner Bau mit Dachreiter, 2. Hälfte 19. Jahrhundert; mit Ausstattung | D-2-77-121-156 Wikidata | BW                                                  |
| Spielberg Spielberg 1 (Standort)                                   | Querstockhaus mit Blockbau-Obergeschoss                        | zum Teil verbrettert und Traufschrot, 1. Viertel 19. Jahrhundert | D-2-77-121-157 Wikidata | BW                                                  |
| Spielberg Spielberg 6 (Standort)                                   | Wohnstallhaus eines Dreiseithofes                              | mit Blockbau-Obergeschoss, kleinen Fenstern und flach geneigtem Satteldach, Traufschrot und zwei Giebelschrote mit gedrehten Schrotsäulen, im Kern Anfang 19. Jahrhundert | D-2-77-121-159 Wikidata | BW                                                  |
| Spitzgrub Spitzgrub 2 (Standort)                                   | Ehemals Querstockhaus                                          | Obergeschoss verschalter Blockbau mit flach geneigtem Satteldach und bemalten Balkenköpfen, säulengerahmte Heiligennische an der Giebelseite, Ende 18. Jahrhundert | D-2-77-121-160 Wikidata | BW                                                  |
| Stockach Stockach 2 (Standort)                                     | Wohnstallhaus mit Blockbau-Obergeschoss                        | zum Teil verbrettert, flach geneigtem Satteldach und Traufschrot, bezeichnet mit 1827 | D-2-77-121-161 Wikidata | BW                                                  |
| Unteralmsham Schmiddorfer Feld, gegenüber Haus Nummer 1 (Standort) | Weilerkapelle                                                  | mit Giebelzinnen, 2. Hälfte 19. Jahrhundert; gegenüber Haus Nummer 1 | D-2-77-121-172 Wikidata | BW                                                  |
| Unteralmsham Unteralmsham 2 (Standort)                             | Wohnstallhaus                                                  | zum Teil verschaltes Blockbau-Obergeschoss mit Traufschrot, im Kern 2. Hälfte 18. Jahrhundert, spätere Veränderungen | D-2-77-121-170 Wikidata | BW                                                  |
| Uttendorf Uttendorf 3 (Standort)                                   | Hofkapelle                                                     | kleiner Satteldachbau, Mitte 19. Jahrhundert | D-2-77-121-177 Wikidata | BW                                                  |
| Vorderreisach Vorderreisach 1 (Standort)                           | Wohnstallhaus                                                  | mit zum Teil verschaltem Blockbau-Obergeschoss, Traufschrot und flach geneigtem Satteldach, 2. Viertel 19. Jahrhundert | D-2-77-121-178 Wikidata | BW                                                  |
| Wiedersbach Wiedersbach 5 (Standort)                               | Zwei stattliche gemauerte Städel                               | mit farbiger Putzgliederung, 2. Hälfte 19. Jahrhundert; im Hof originelles Taubenhaus, um 1920; zugehörig zu Vierseithof | D-2-77-121-179 Wikidata | BW                                                  |
| Wiedersbach Wiedersbach 7 (Standort)                               | Katholische Filialkirche St. Georg                             | Chor 14. Jahrhundert, Langhaus barock, 17./18. Jahrhundert; mit Ausstattung | D-2-77-121-180          | BW                                                  |
| Wiesen Wiesen 3 (Standort)                                         | Wegkapelle                                                     | unverputzter Backsteinbau, mit Dachreiter, neugotisch, Mitte 19. Jahrhundert; mit Ausstattung | D-2-77-121-182 Wikidata | BW                                                  |
| Wimmersdorf Wimmersdorf 9 (Standort)                               | Katholische Filialkirche St. Maria Magdalena                   | Chor 1740, Langhaus neuromanisch 1848; mit Ausstattung | D-2-77-121-183 Wikidata | BW                                                  |

## Ehemalige Baudenkmäler
In diesem Abschnitt sind Objekte aufgeführt, die früher einmal in der Denkmalliste eingetragen waren, jetzt aber nicht mehr. Objekte, die in anderem Zusammenhang also z. B. als Teil eines Baudenkmals weiter eingetragen sind, sollen hier nicht aufgeführt werden. Aktennummern in diesem Abschnitt sind ehemalige, jetzt nicht mehr gültige Aktennummern.

| Lage                                         | Objekt                                 | Beschreibung                                                         | Akten-Nr.                     | Bild |
| -------------------------------------------- | -------------------------------------- | -------------------------------------------------------------------- | ----------------------------- | ---- |
| Oberalmsham Oberalmsham 2 (Standort)         | Zugehöriger stattlicher Bundwerkstadel | mit Steilsatteldach, Anfang 19. Jahrhundert                          | nicht mehr vorhanden Wikidata | BW   |
| Oberschmiddorf Oberschmiddorf 7 (Standort)   | Wegkapelle                             | mit Zeltdach, Anfang 19. Jahrhundert; gegenüber von Oberschmiddorf 7 | nicht mehr vorhanden Wikidata | BW   |
| Scherzlthambach Scherzlthambach 5 (Standort) | Riegelbundwerk-Stadel                  | Mitte 19. Jahrhundert; zugehörig zu Vierseithof                      | nicht mehr vorhanden Wikidata | BW   |